# لاسلو بيتر
لاسلو بيتر (بالمجرية: Péter László)‏ هو مؤرخ مجري، ولد في 8 يوليو 1929 في Rákosliget ‏ في المجر، وتوفي في 6 يونيو 2008 في لندن في المملكة المتحدة.